# Monte (Landschaft)

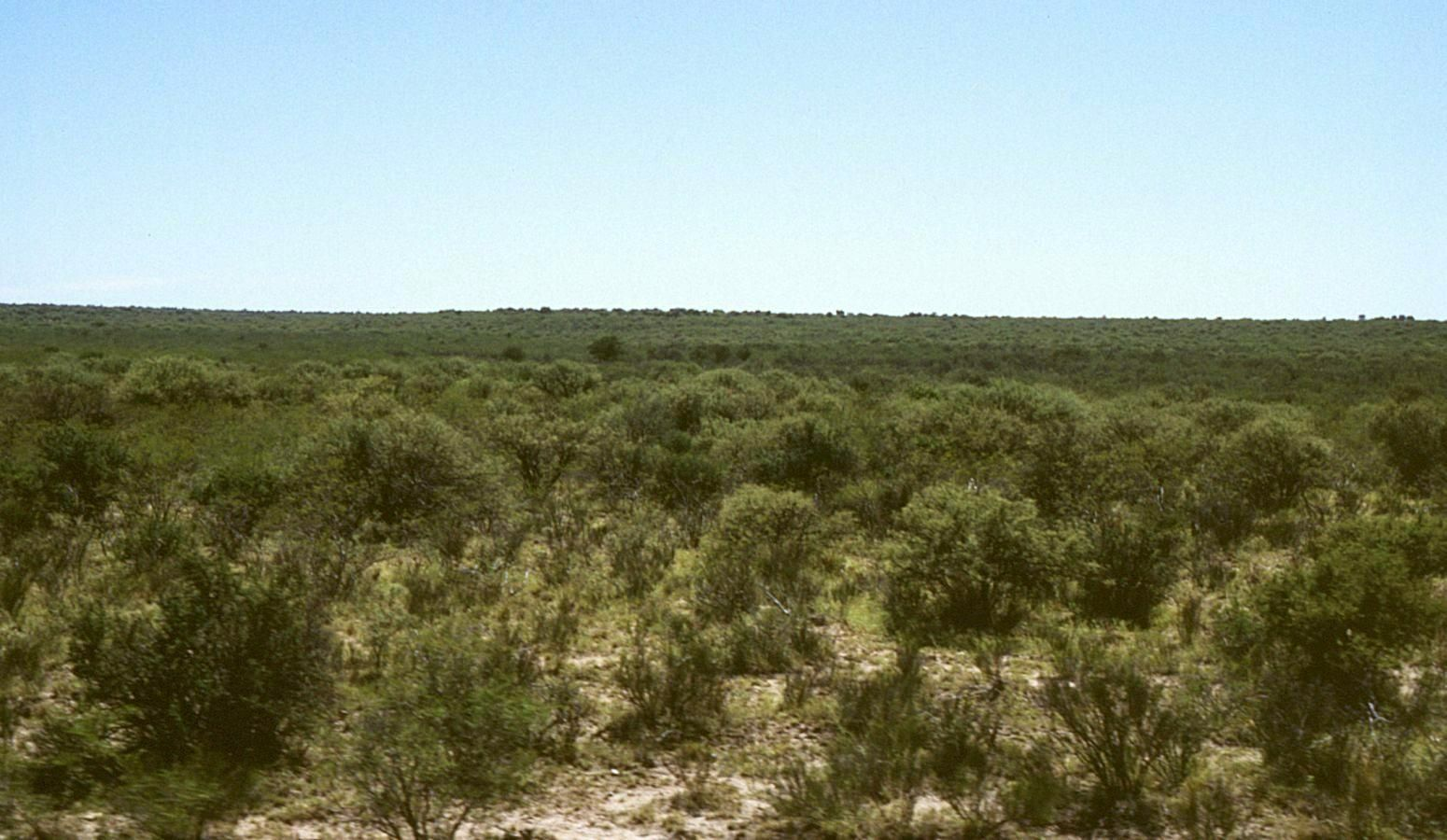
Vegetation des Monte, W Balde, Provinz San Luis

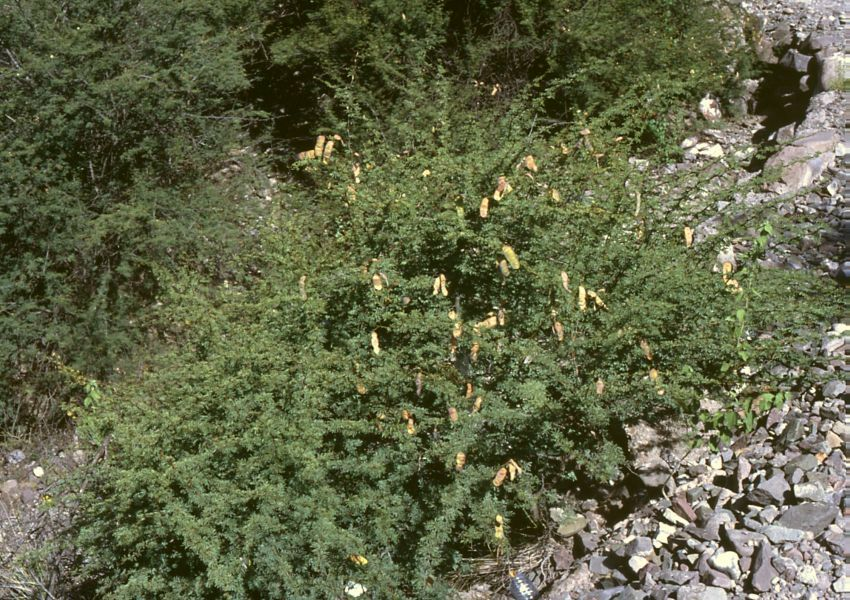
Acacia furcatispina, eine dornige Akazienart aus dem Monte bei Mendoza

Als Monte wird in Argentinien eine trockene Zwergstrauch-Halbwüste bezeichnet, die große Teile des Landes bedeckt. Der Monte erstreckt sich vom Südrand der Puna (in der Provinz Catamarca) über die Provinzen La Rioja, San Juan, Mendoza, San Luis und La Pampa bis nach Patagonien, wo er die Küstenregion der Provinzen Rio Negro und Chubut einnimmt und dann südwärts in eine Wüstensteppe übergeht. Nach Nordosten schließt sich die Dornstrauchsavanne des Espiñal an.
Das Klima des Monte ist unterschiedlich je nach der geographischen Breite, aber allgemein kann man sagen, dass der Monte ein trocken-subtropisches Halbwüstenklima mit 150–300 mm Niederschlag im Jahr aufweist.
Die Vegetation beschränkt sich auf locker stehende, immergrüne Sträucher, zwischen denen vor allem Trockengräser und in Hanglagen Kakteen zu finden sind. Unter den Sträuchern treten mehrere Arten der Gattung Larrea aus der Familie der Jochblattgewächse (Zygophyllaceae) regelmäßig dominant auf. Bäume findet man nur in Oasen und Flusstälern, was vor allem am ständig vorhandenen Wind liegt.
Bei der Fauna findet man an Säugetieren häufig das Guanako (Lama guanicoe), aber auch den Puma, den Großen Pampashasen (Dolichotis patagonum) sowie verschiedene Arten von Gürteltieren und Hasen.

## Weblink
- lateinamerika-studien.at